# ガステルガチェ
ガステルガチェ（バスク語: Gaztelugatxe, 発音: gath-the-loo-GACH-eh）は、大西洋のビスケー湾南部にある島。人工的に築かれた石橋によってイベリア半島本土と結ばれている。島ではなく半島であるとされることもある。スペイン・バスク州ビスカヤ県ベルメオに属しており、バキオの町とベルメオの町の中間に位置する。

## 地理

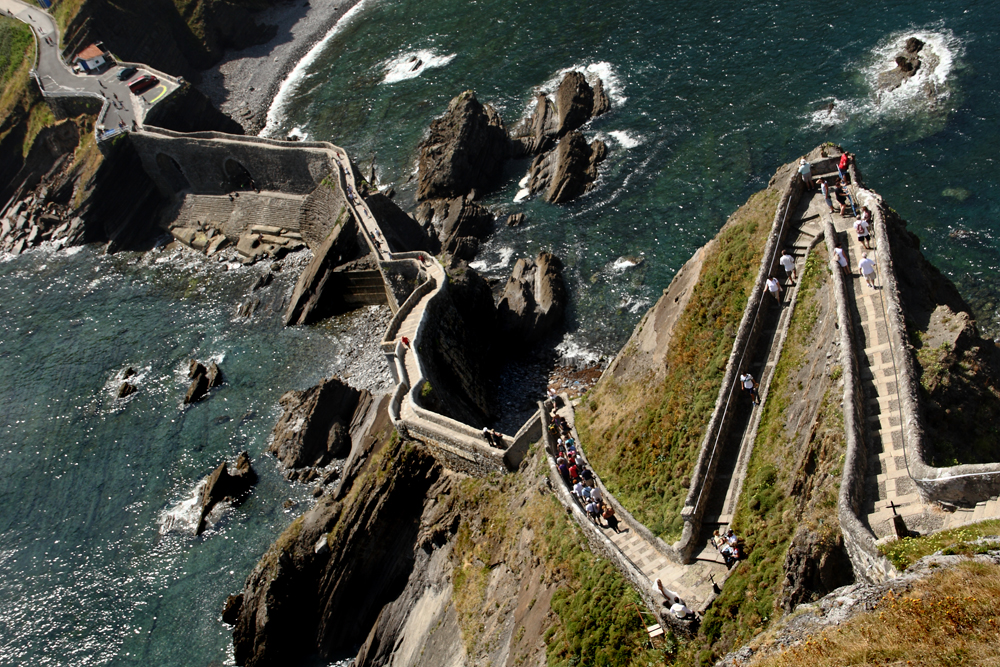
島に向かう石段

バスク語で「城」を意味するgaztelu、バスク語で「岩」または「岩山」を意味するaitzが名称の由来であり、gaztelugatxeは「岩山の城」という意味を持つ。
この地域のビスケー湾は荒波が特徴である。波は絶えず岩がちの海岸を浸食し、岩のトンネルやアーチ、洞窟を形成する。ガステルガチェ島の北東すぐ、マチチャコ岬の沖合にはバキオの自治体に属する無人島のアケチェ島（通称ウサギ島）があり、両島はビスカヤ県でもっとも陸地がビスケー湾に突き出た場所に位置する。アケチェ島は海鳥の楽園であり、ガステルガチェと一体的に生物保護区に指定されている。
島内には9世紀または10世紀に建造されたとされるサン・フアン・デ・ガステルガチェ礼拝堂（バスク語: Gaztelugatxeko Doniene, スペイン語: San Juan de Gaztelugatxe）があり、洗礼者ヨハネに捧げられている。

## 歴史
この島が発見されたのは9世紀である可能性があり、初めて文書で言及されたのは11世紀である。ガステルガチェは戦略的重要性の高い場所にあるため、しばしば歴史上のエピソードに登場する。1334年にはアルフォンソ11世の軍隊が島を包囲したが、島を守る7人の騎士は1か月以上にわたる包囲を耐え抜き、カスティーリャ君主は屈辱のうちに撤退した。著名な海賊であるフランシス・ドレークが16世紀末にビスケー湾岸を荒らした際には、1593年にこの岬も征服して修道院の資産を略奪した。さらにドレークは、ここに住んでいた隠遁者を岩壁から落としたとされる。1594年にはフランス・ラ・ロシェルのユグノーに攻撃され、礼拝堂は略奪された上に、管理人が殺害された。18世紀にはイギリス軍に襲撃された。1930年代後半のスペイン内戦中には近くでマチチャコ岬の海戦が行われた。1963年にはギプスコア県の守護聖人であるベゴニャの聖母の像が付近の海底に沈められた。

## 観光
2014年にアリアンツ・グローバルアシスタンスがスペイン人に対して行った「自然が美しい観光名所」の調査では、ソミエド自然公園（2位、アストゥリアス州）やカボ・デ・ガタ＝ニハル自然公園（3位、アルメリア県）やラス・メドゥラス（4位、レオン県）を抑えて、ガステルガチェが第1位となった。もっとも気候が穏やかで訪れるのに最適な季節は春季と秋季である。夏季には石段の両側にある岩がちなビーチで水に浸ることもでき、礼拝堂は観光客で混雑するため、早朝か午後の遅い時間帯に訪れるのが良いとされる。冬季には礼拝堂が閉鎖される。ガステルガチェから見る6月や7月の夕焼けは壮観である。

### サン・フアン礼拝堂
サン・フアン礼拝堂の起源は謎に包まれているが、建立は9世紀に遡るとされる。1053年にはビスカヤ領主のイニゴ・ロペスによって、ウエスカ地方ハカ近郊にあるサン・フアン・デ・ラ・ペーニャ修道院に寄進された。道沿いや礼拝堂の敷地内からは、9世紀から12世紀にかけての埋葬物が発見されている。その後テンプル騎士団の女子修道院となったとされることもあるが、2世紀後の14世紀には放棄されたとされる。
現在見ることができる礼拝堂はオリジナルの建物ではなく、何度か再建されている。その他にも何度か火災の被害に遭っている。1978年11月10日には火災によって建物が破壊されたが、1980年6月24日に再建された。礼拝堂はバキオのサン・ペラージョ教区に属している。礼拝堂は難破船から生き残った船員による奉納物を収蔵している。
礼拝堂に向かって幅の狭くジグザグに曲がった石造りの小道が築かれている。本土から堅牢で傾斜がきつい石橋を渡り、200段以上とされる石段を登る。石段の段数はEusko Guideは241段、Bilbao Turismoやグッゲンハイム美術館は231段、Amusing Planetは230段以上としており、Euskadi Turismoは「諸説ある」としている。石段を登り終えた場所には、簡単に手に取れる場所に鐘が置かれており、後に3回鐘を鳴らすと願い事が叶うという伝承がある。礼拝堂は島の頂上部にあり、美しい景色を眺めることができる。サン・フアン礼拝堂の隣には小規模な避難小屋があり、訪れた人々は強風を避けてビスケー湾の景色を眺めることができる。

## 交通
ガステルガチェにもっとも近い町はバキオであり、もっとも近い大きな町はベルメオである。ビスカイバスなどのバスは一年を通じてビルバオからバキオやベルメオに向かう便が出ているが、特に夏季には本数が増加する。鉄道ではバスク鉄道がビルバオからアモレビエタ＝エチャノとゲルニカを経由してベルメオを終着駅とする路線を運行している。自動車ではビルバオから県道BI-631号線などで、ゲルニカから県道BI-2235線などで向かうことができる。

## ギャラリー

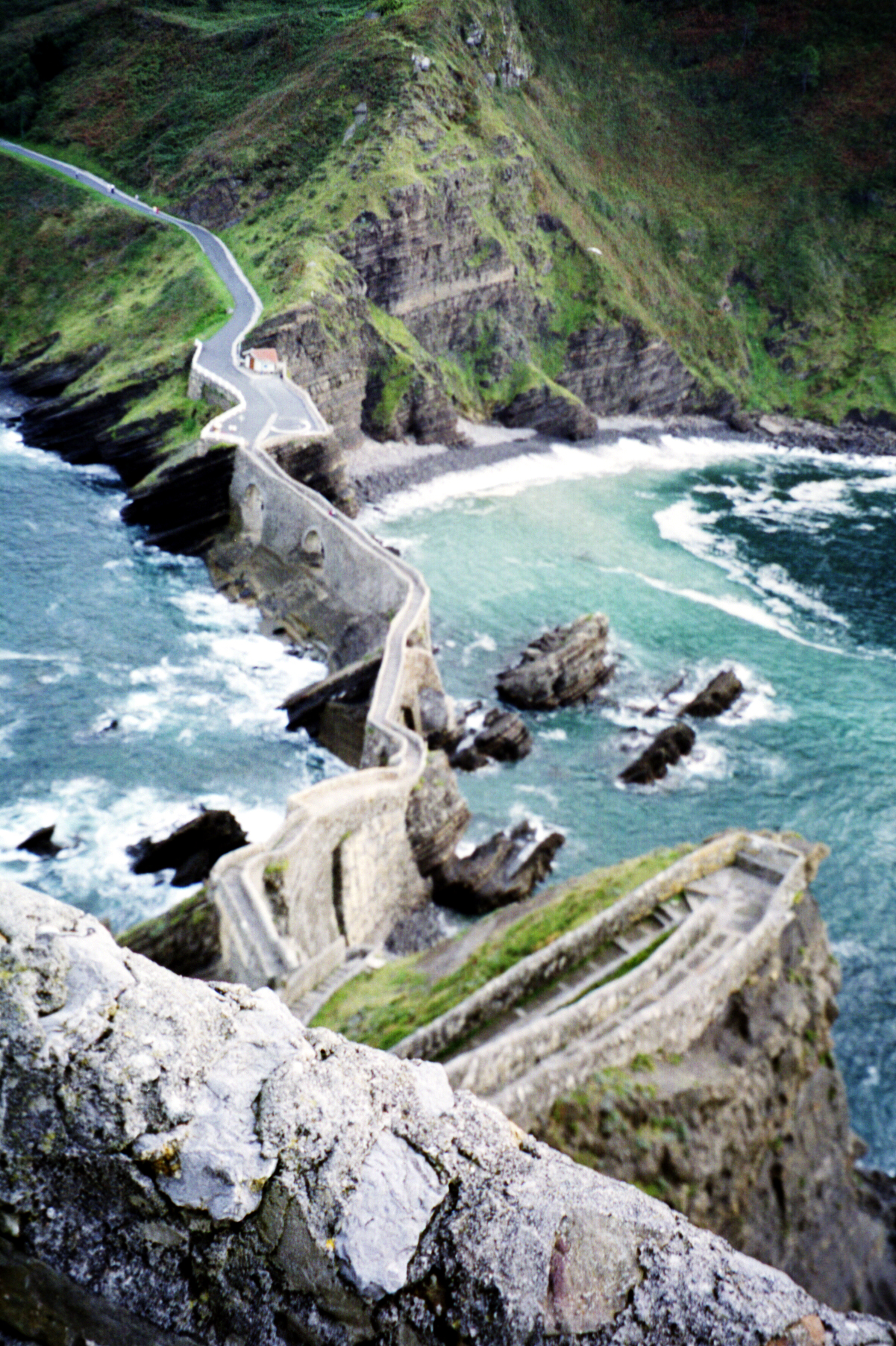
石段（手前がガステルガチェ、奥がスペイン本土）
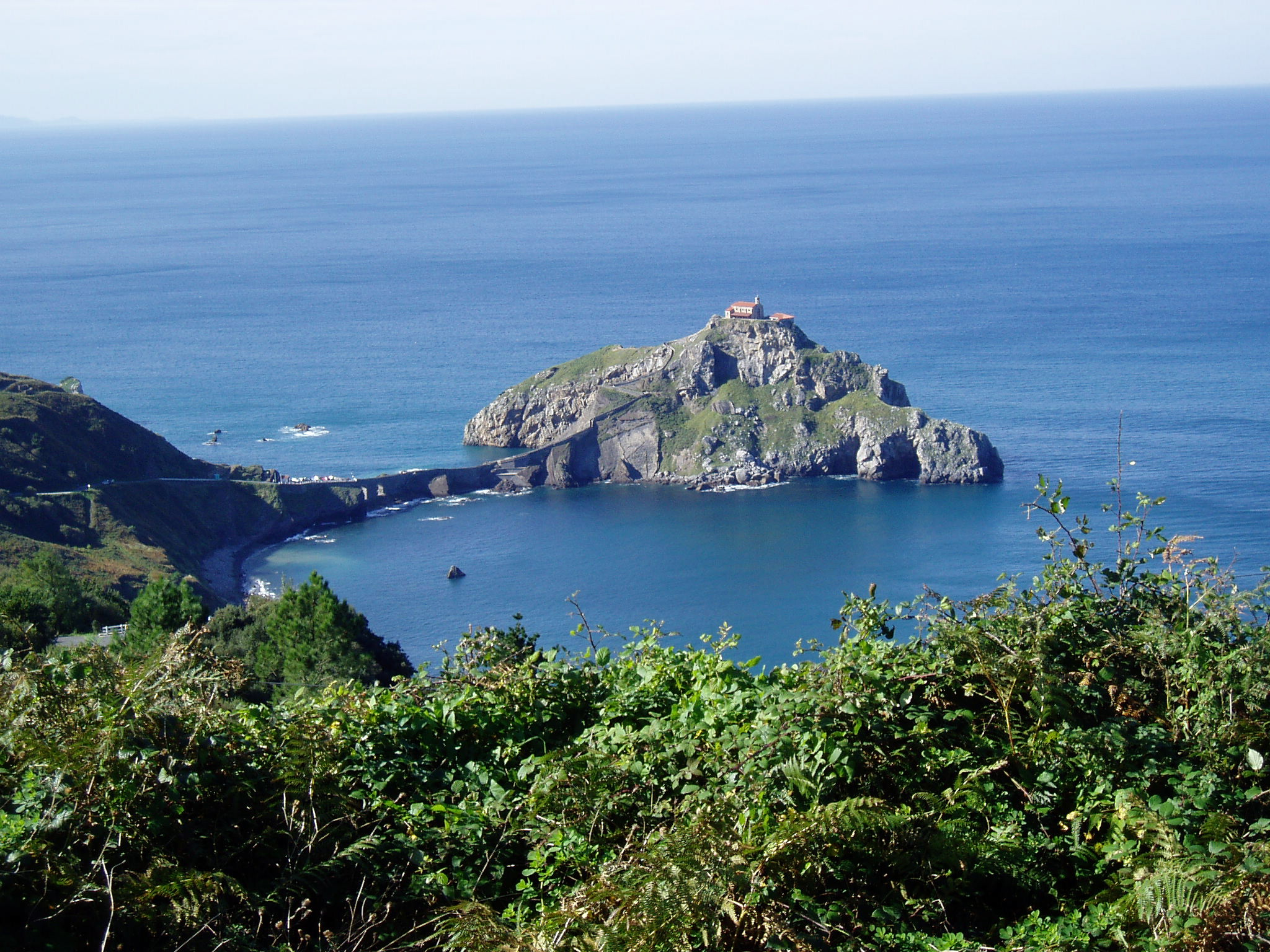
北東から見たガステルガチェ
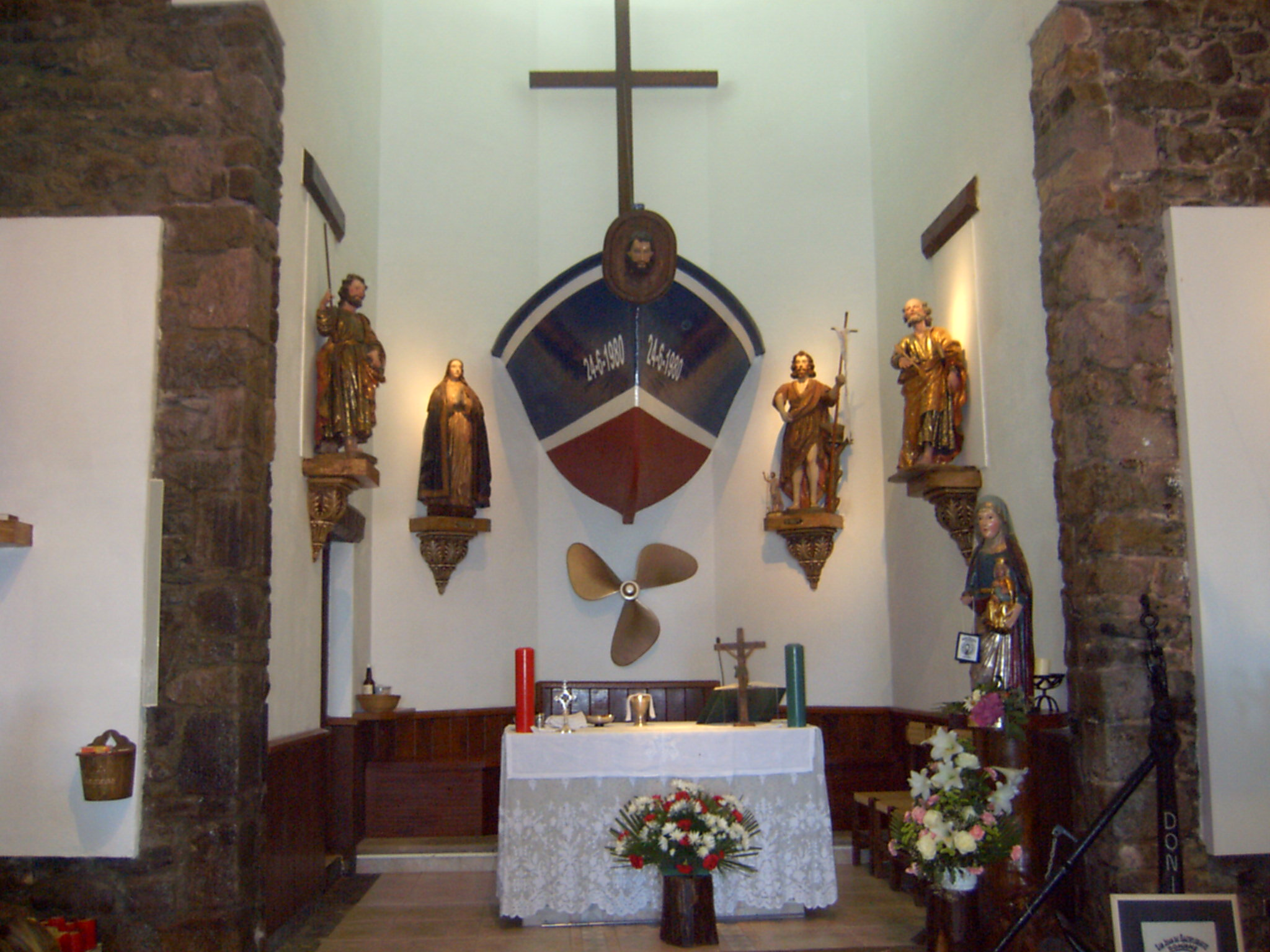
礼拝堂の内部
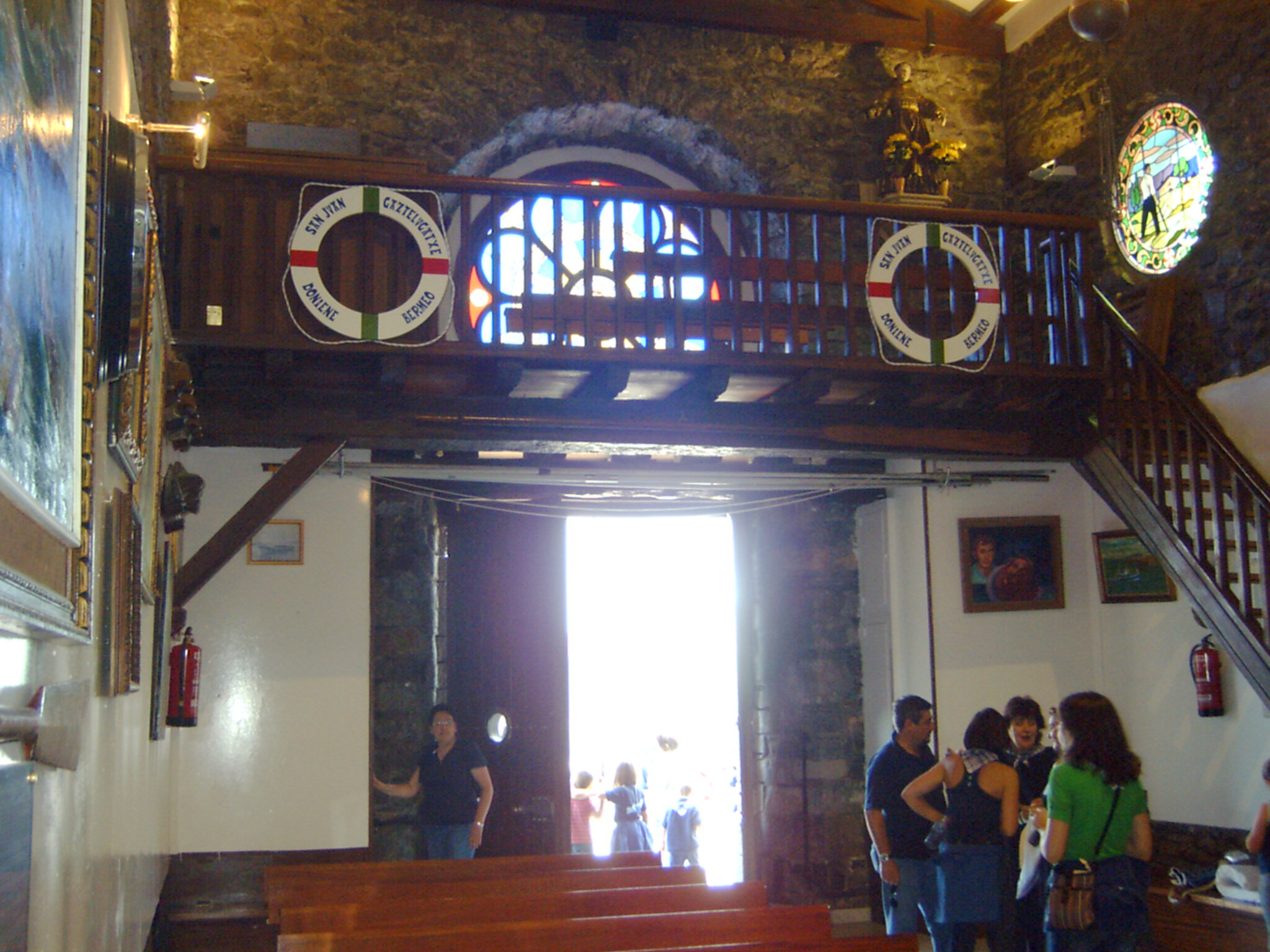
礼拝堂の内部
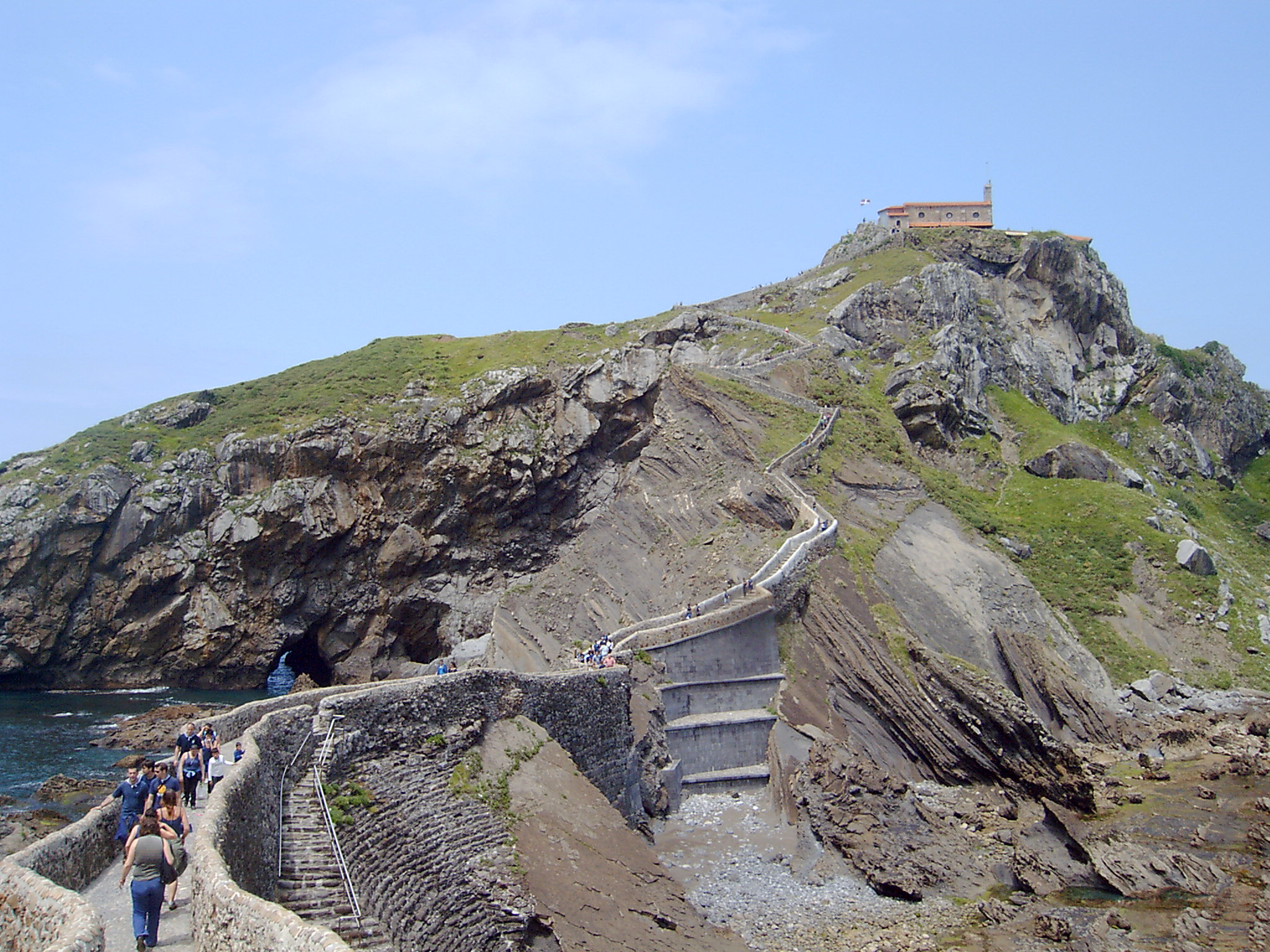
島に向かう石段
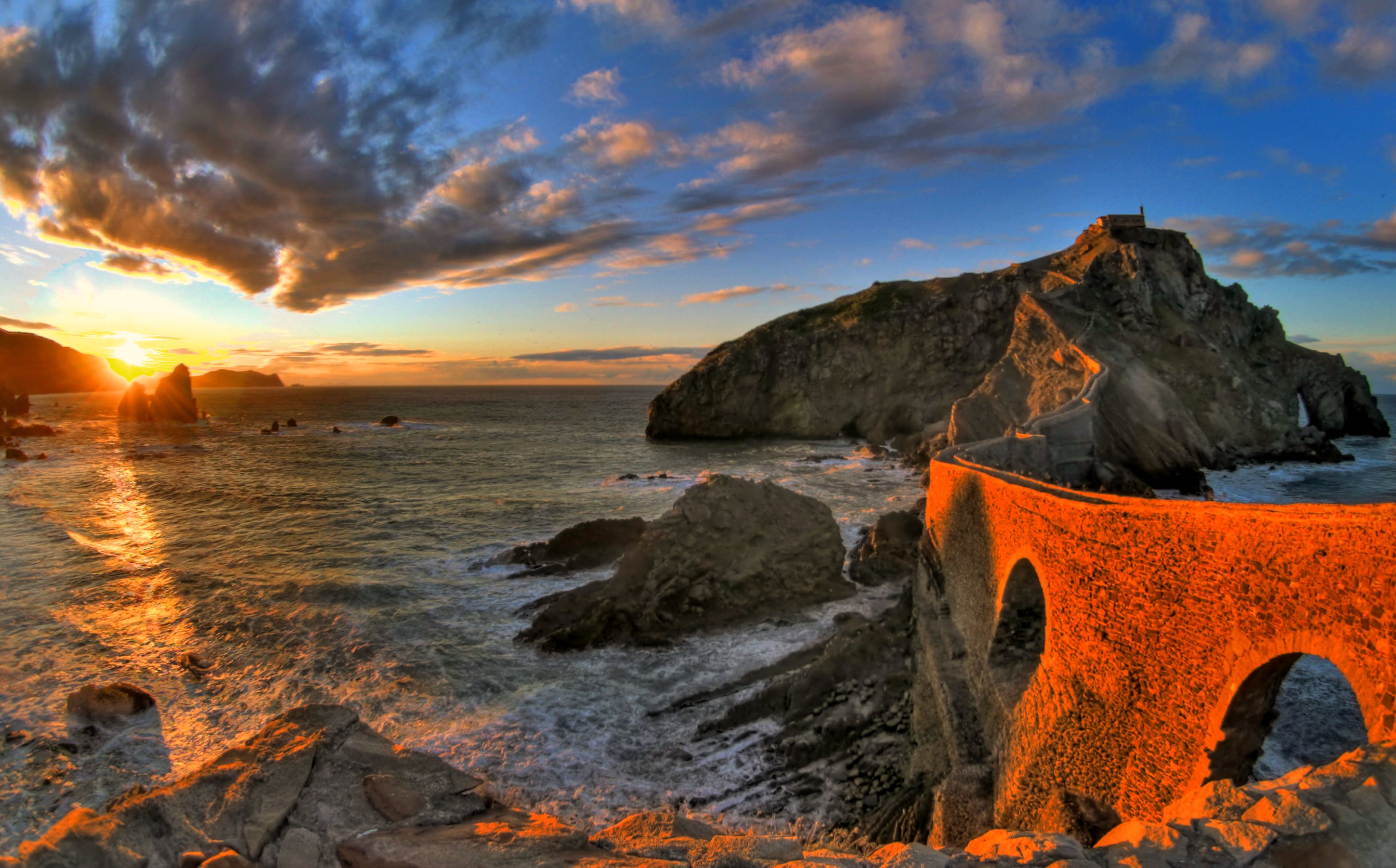
ガステルガチェの夕焼け
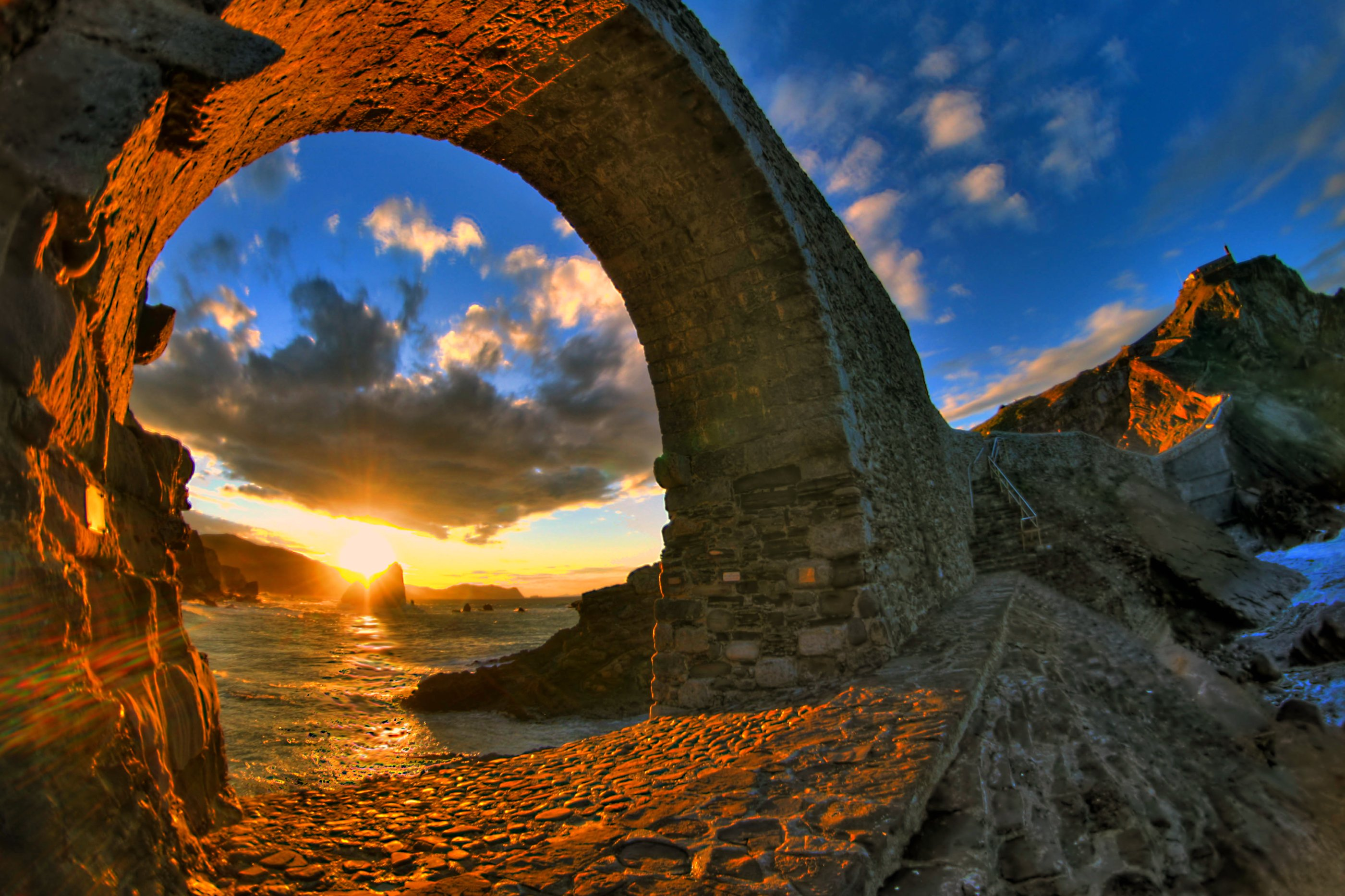
夕焼けと石橋のアーチ
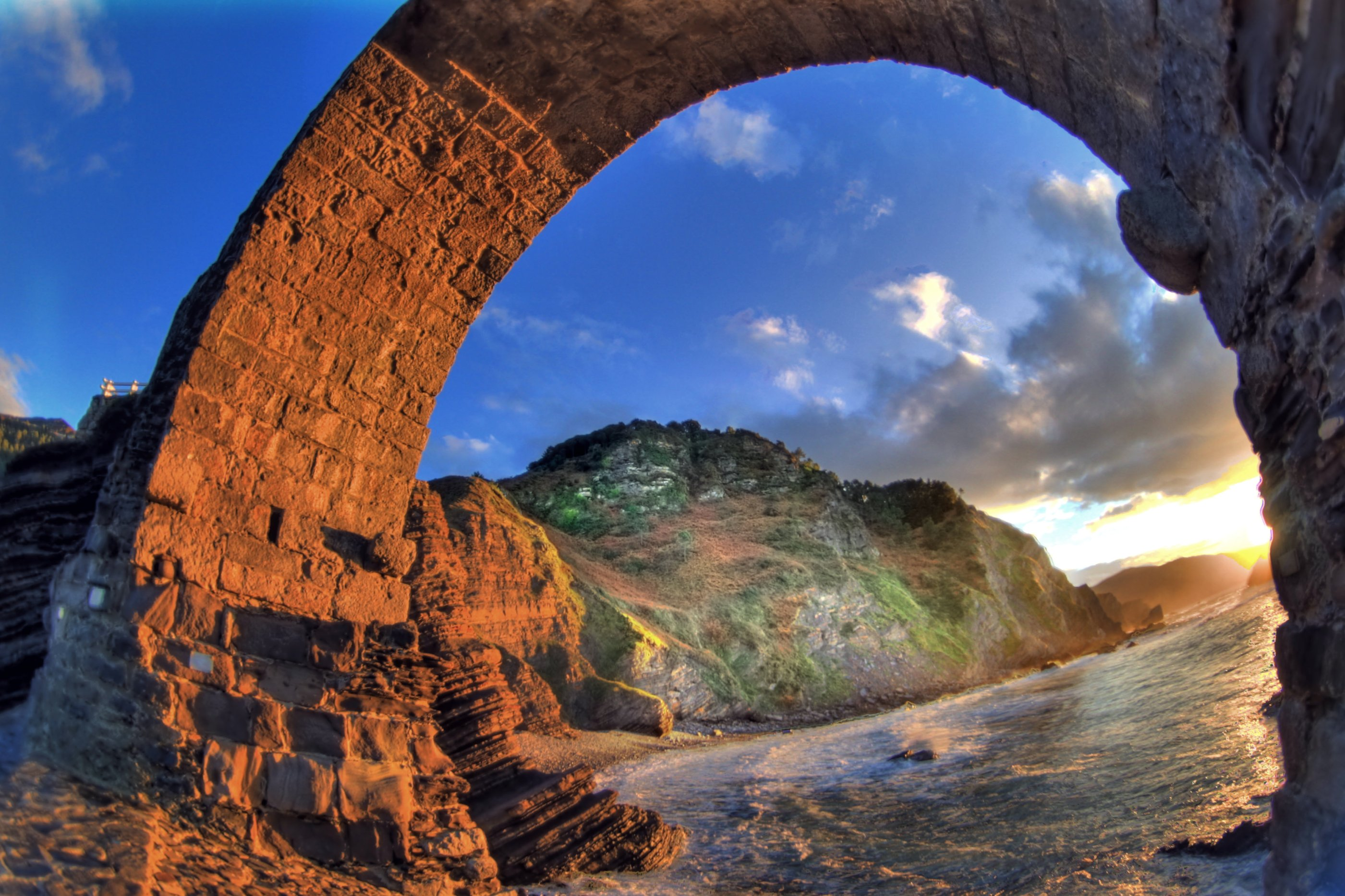
夕焼けと石橋のアーチ
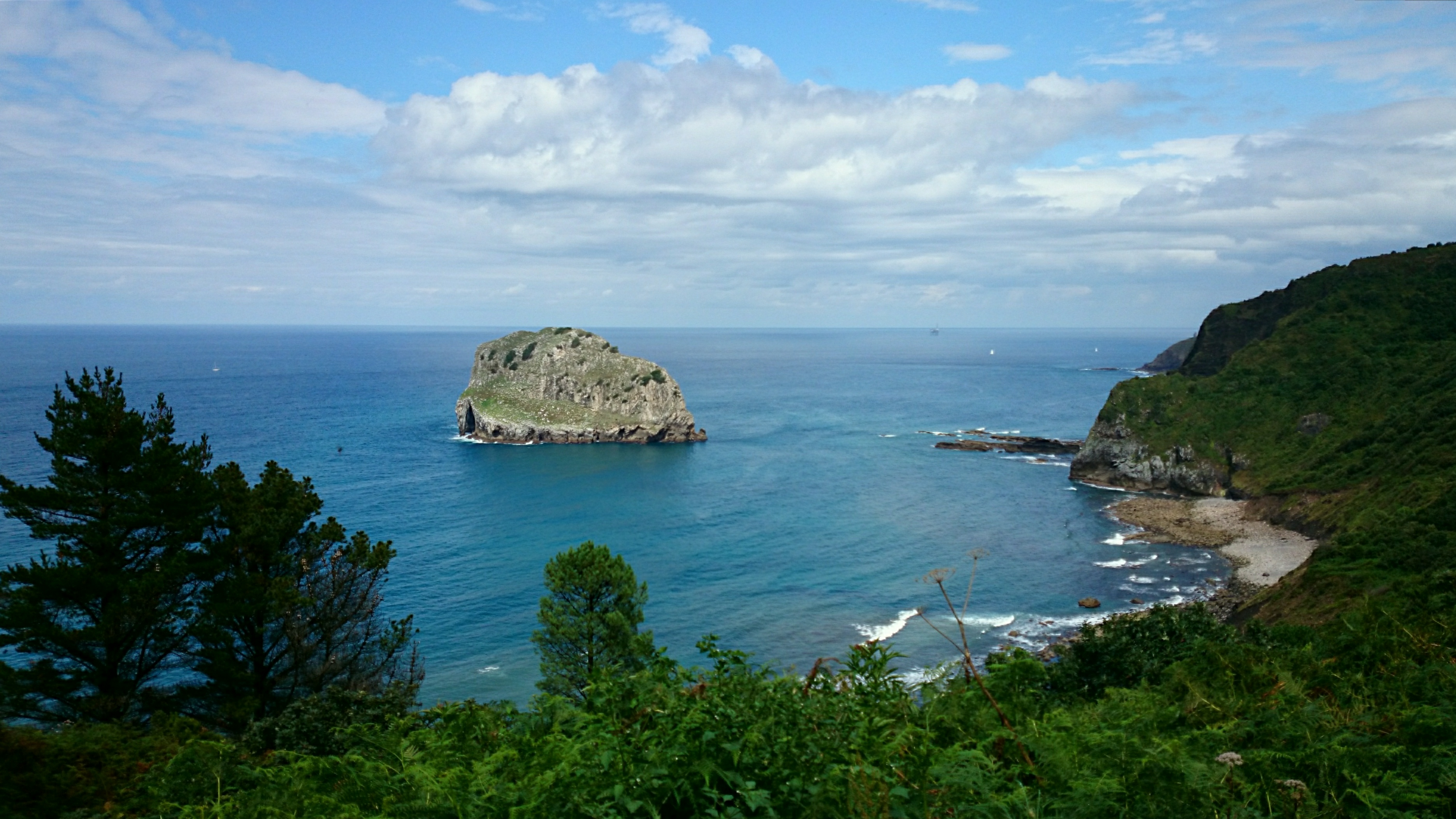
近くにあるアケチェ島